# Slot Dragsholm

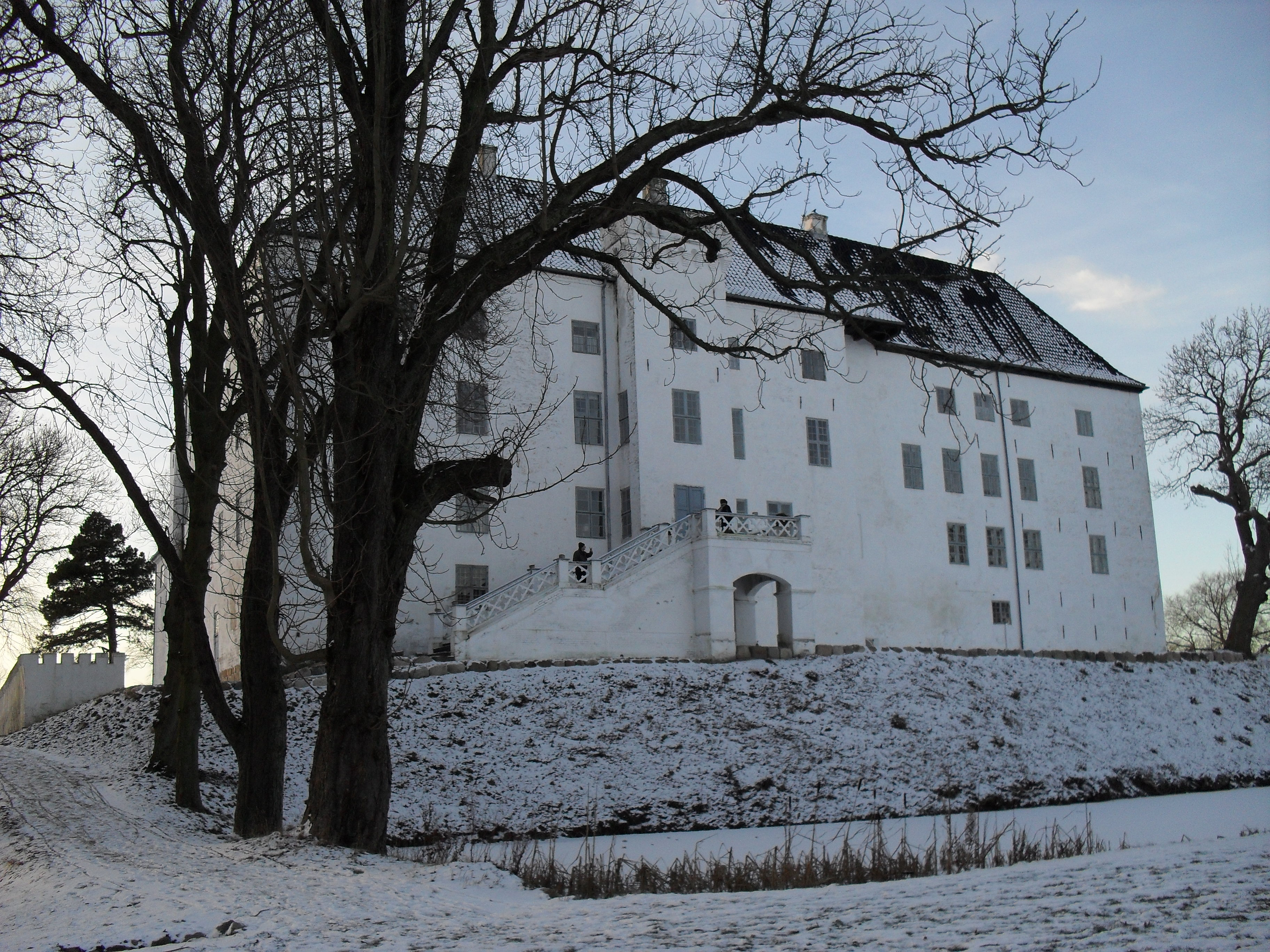
Dragsholm

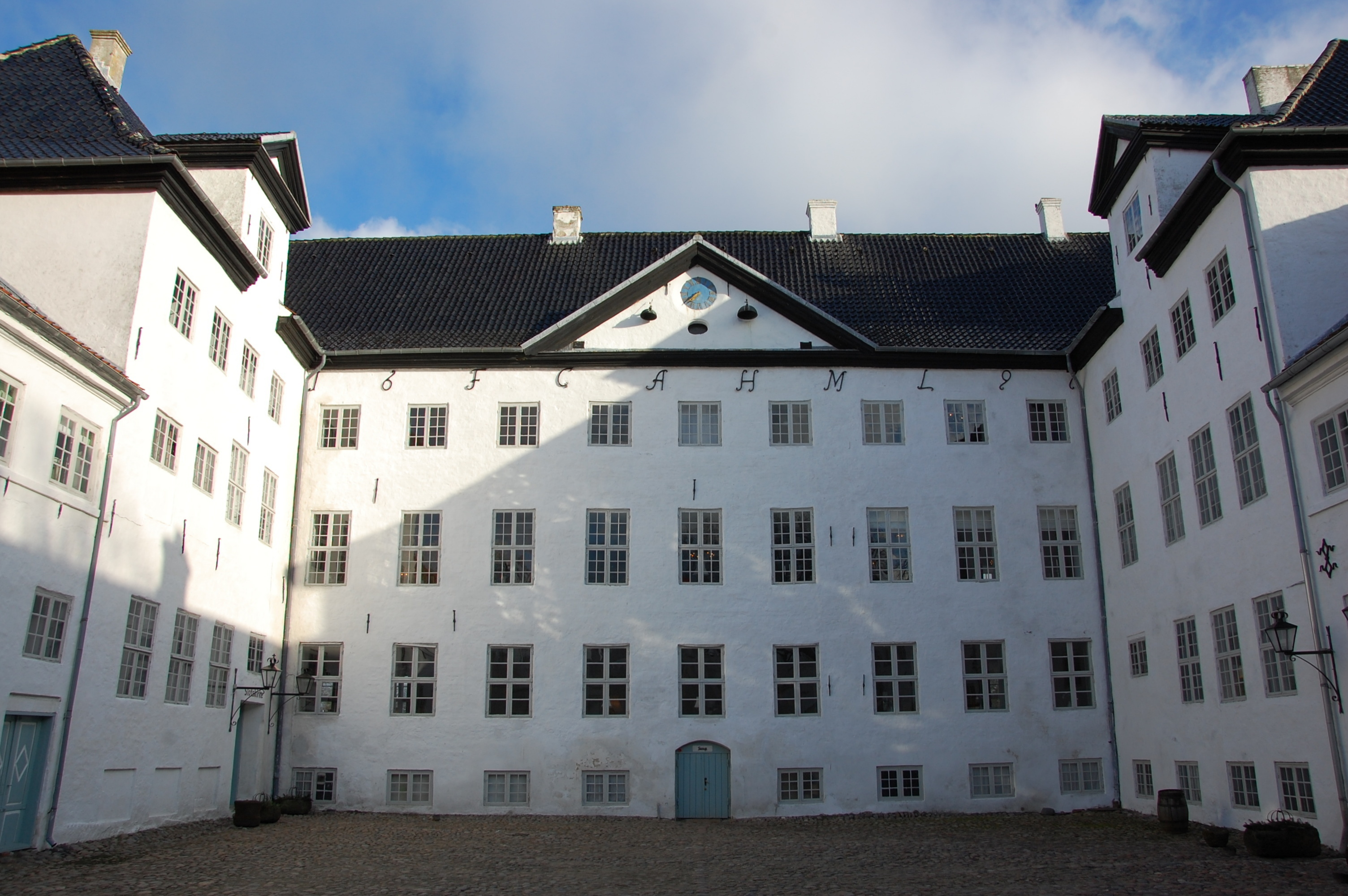
Binnenhof

Slot Dragsholm (Deens: Dragsholm Slot) is een kasteel in barokstijl op het Deense eiland Seeland.

## Geschiedenis

### Middeleeuwen
Dragsholm is een van de oudste gebouwen in Denemarken. Het oorspronkelijke kasteel werd gebouwd rond 1215 door de bisschop van Roskilde. In de middeleeuwen werd het oorspronkelijke paleis omgebouwd tot een versterkt kasteel. Tijdens de Gravenvete (Grevens Fejde) van 1534 tot 1536 was Dragsholm het enige kasteel in Seeland dat de legers van graaf Christoffel van Oldenburg kon weerstaan.

### Kroondomein en gevangenis (1536-1664)
Tijdens de Reformatie ging Dragsholm over op de kroon. In de periode 1536 tot 1664 diende het kasteel als gevangenis voor adellijke en kerkelijke gevangenen. In de grote toren in de noordoostelijke hoek van het middeleeuwse kasteel werden gevangeniscellen gemaakt en voorzien van toiletten en ramen, afhankelijk van de misdaden, het gedrag en de ernst van de belediging tegenover de koning van de gevangenen.
Enkele bekende gevangenen waren Joachim Rønnow, de laatste katholieke bisschop van Roskilde en voormalige eigenaar van het kasteel; en James Hepburn, de vierde graaf van Bothwell en derde echtgenoot van Maria Stuart.

### Barokkasteel
Tijdens de oorlogen tegen Karel X Gustaaf van Zweden werd er een poging gedaan Dragsholm op te blazen. Het was een ruïne totdat de koning, als deel van zijn uitstaande schulden, het kasteel overdroeg aan kruidenier Heinrich Müller, die begon met restauratie en het heeft herbouwd tot het barokke kasteel van nu. Verschillende eigenaren uit die familie hebben een blijvende afdruk achtergelaten op de ontwikkeling, inclusief G.F.O. Zytphen Adeler, die het initiatief nam om de Lammefjord droog te leggen. De familie stierf uit in 1932, en Dragsholm ging over aan de Centrale Landsraad, die het verkocht aan J.F. Bøttger, maar alleen met het land dat tot het hoofdgoed behoorde.
De familie Bøttger heeft een serie kleine restauraties uitgevoerd die, naast de conservatie van het kasteel in het algemeen, als doel hadden de kwaliteit van het kasteel als hotel, restaurant en attractie op te vijzelen. De hotelkamers zijn gemoderniseerd en opnieuw bemeubeld, en er zijn kamers toegevoegd aan de portierswoning aan de andere kant van de gracht. De barokke stijl is intact gebleven, maar het interieur is door de jaren heen vaak gerestaureerd en gemoderniseerd. De meest recente restauratie vond plaats direct na de Eerste Wereldoorlog, toen de baron doelde op een laatromantische stijl, die nog steeds aanwezig is in de salons en de balzalen.

## De naam Dragsholm
Voor de indamming van de Lammefjord was Odsherred met de rest van Seeland verbonden door een landtong. Deze lag ten oosten van Dragsholm waar de molen Dragsmølle vandaag de dag ligt. Ten tijde van de Vikingen kon men de schepen over het land slepen (drag), zodat men de gevaarlijke wateren ten noorden van Seeland kon vermijden. Het eilandje waarop Dragsholm is gebouwd is omgeven door meren en weiden net ten zuiden van de storting van de stuwwal, die eindigt bij Vejrhøj (123 m) in het noorden. Dragsholm betekent dus concreet "eilandje bij de drag".

## Spokerijen
Verschillende getuigen en mediums beweren dat er drie spoken zijn op het kasteel: een grijze dame, een witte dame, en James Hepburn, de vierde graaf van Bothwell. Er wordt gezegd dat de graaf in een koets getrokken door paarden over het binnenplein rijdt. Een pilaar waaraan hij vastgeketend was is nog steeds te zien, met een ronde groef in de vloer eromheen, waar hij, naar aangenomen wordt, de laatste tien jaar van zijn leven doorbracht en ook stierf. Zijn (vermeende) gemummificeerde lijk ligt in Fårevejle, in de kerk vlak bij het kasteel. De identiteit van het lijk is echter nooit volledig bewezen.